# Microsage
Microsage is een geslacht van insecten uit de orde vliesvleugeligen (Hymenoptera) en de familie Ichneumonidae.

## Soorten
- M. infulata (Cresson, 1868)
- M. olfersii Kriechbaumer, 1898
- M. picticollis (Spinola, 1840)
- M. rubra Heinrich, 1930
- M. rufiventris (Brulle, 1846)
- M. sieberi Kriechbaumer, 1898
- M. tragica (Cresson, 1868)
- M. zaptlana (Cresson, 1874)